# كأس ديفيز 1995
كأس ديفيز 1995 هو الموسم 84 من  كأس ديفيز. أقيم خلال الفترة 3 فبراير 1995 وحتى 3 ديسمبر 1995، وفاز فيه منتخب الولايات المتحدة لكأس ديفيز.